# Kígyós Sándor (szobrász)
Kigyós Sándor (Debrecen, 1943. július 7. – Pécsvárad, 1984. október 30.) magyar szobrászművész, népművelő és tanár. Egyszerre alkotóként és népművelőként foglalkozott a művészettel.

## Életpályája
Gyermekéveit Hajdúszoboszlón töltötte. Tősgyökeres szoboszlói családból származott. Édesapja Kigyós Sándor tanító, majd megyei oktatási-művelődési osztályvezető. Édesanyja Tóth Imre tanító leánya, Ilona. Édesanyja korai halála miatt (1949) apai nagyanyja segített a háztartás vezetésében, és gondozta az árván maradt gyerekeket. 1954-ben apja Debrecenben kapott állást, s attól kezdve ott élt tanulmányai befejezéséig. Középiskolai tanulmányait a debreceni Vegyipari Technikumban kezdte. Ezzel párhuzamosan beiratkozott a Kodály Zoltán Zeneművészeti Szakiskola klarinét szakára. Ezt követően végezte a tanítóképző népművelés-könyvtár szakát. Végül a Kossuth Lajos Tudományegyetemen magyar nyelv és irodalom szakos középiskolai tanári oklevelet szerzett.

## Tanulmányai
Tanulmányúton járt Csehszlovákiában, Lengyelországban, Romániában, Finnországban és Olaszországban. Rómában Amerigo Tot-tól tanulta meg a viaszvesztéses öntést. 1970-től négy évig volt tagja a villányi szobrász szimpóziumnak.

## Oktatói pályafutása
1976-tól óraadó tanárként esztétikát tanított a pécsi Tanárképző Főiskolán, majd a Janus Pannonius Tudományegyetemen. A szobrászat elméleti oldalával is foglalkozott. Az 1970-es évek elejétől előadásokat tartott a Pécsi Műhely szabadiskolájában (A plasztika alapvető elemei, 1971). A szobrászat mesterségéről – a fafaragásról címmel a Corvina Könyvkiadónak írt munkája kéziratban maradt. Az MTV Műhelytitkok című adásának forgatókönyvírója és műsorvezetőjeként is közreműködött.

## Munkássága

### A 60-as években
Munkássága korai szakaszában a természeti körülmények között alakuló anyag formavilágának megőrzésére törekedett. Visszafogott szobrászi módszerét ebben az időszakban elsősorban nem a komponálás, hanem az anyagokban rejlő belső erő érvényesítése jellemezte (Éneklő, 1967; Madár, 1968). Későbbi művein a természetből származó organikus, és a társadalom absztrakt formákkal leírható rendszerének kölcsönhatása foglalkoztatta, amit elméleti munkáiban is megfogalmazott.

### A 70-es években
1970-es évekbeli plasztikáin az elemi formák (a gömb, a hasáb) egymásra hatása, valamint a külső, szobrászi beavatkozásból létrejövő "konfliktushelyzet" kapott hangsúlyt. (Hasáb és gömb, 1971–1972). A szobrászat lényegét az anyagból ható erő és a formáló szándék küzdelmében látta, de nem hagyta figyelmen kívül a kiszámíthatatlanul beavatkozó, pusztító erőket sem (Belövés, 1975). A 70-es évek második felétől készültek hajlított plasztikái, (Hajlítás, 1974; Terhelés csoport, 1977; Összehajlás/Bending III.; A két hang, 1978) melyekben a nonfiguráció eszközeivel alapvető társadalmi és egzisztenciális problémákat érzékeltetett. Tipikus emberi szituációk, történetek – a gyengeségből fakadó hajlíthatóság, a kényszerű meghajlás és a terhek viselése – jelentek meg a főként kőből faragott műveken.

### A 80-as években
Az 1970-es évek végén, 1980-as évek elején azonban egyre inkább eltűntek a narratív elemek, és a hajlított formák önálló plasztikai értékei érvényesültek. A köztéri szobrászat új kihívásai, a lakótelepi környezethez a hagyományos anyagoknál jobban alkalmazkodó beton, alumínium technológiai lehetőségei izgatták. A monoton vizuális látványban üdítően ható, felszabadultan tekeredő formákkal a dinamikus lét lehetőségeire ébreszti rá nézőit (Betonszalag/Kempeli, 1978; Balett, 1978; Térplasztika, 1984).

## Egyéni kiállítások
- 1971: Pécsi Műhely (Pécs), Kisgaléria – Galántai Györggyel (Békéscsaba)
- 1975: Kisgaléria (Pécs)
- 1976: Művelődési Központ (Gyula)
- 1977: Ifjúsági Ház (Pécs), November 7. Művelődési Központ (Szeged)
- 1982: Magyar Nemzeti Galéria Műhely-sorozat, Magyar Nemzeti Galéria (Budapest), Művelődési Központ (Dombóvár), Művelődési Központ (Zalaszentgrót), Miskolci Galéria (Miskolc), Horváth Endre Galéria (Balassagyarmat), Uitz Terem (Dunaújváros)
- 1983: Művelődési Központ (Debrecen), Kisgaléria (Hajdúnánás), Szoboszlói Galéria (Hajdúszoboszló)
- 1985: emlékkiállítás – Pécsi Galéria (Pécs)
- 1986: emlékkiállítás – Hangverseny- és Kiállítóterem (Zalaegerszeg)
- 1987: emlékkiállítás – Budapest Galéria Budapest Kiállítóháza (Budapest)

## Állandó kiállítása
Állandó kiállítása Pécsváradon látható, a várban.

## Válogatott csoportos kiállítások
- 1971: Anyag és forma (Budapest)
- 1972: Pécsi Műhely (Pécs), III. Országos Kisplasztikai Biennálé (Pécs), Kápolnatárlat (Balatonboglár)
- 1974: IV. Országos Kisplasztikai Biennálé (Pécs)
- 1975: Vajda Lajos Stúdió Galéria (Szentendre)
- 1976: Országos Kisplasztikai Biennálé (Pécs)
- 1979: VI. Országos Kisplasztikai Biennálé (Pécs)
- 1982: Arteder (Bilbao)
- 1983: Künstler aus Süd-West Ungarn – Neue Galerie am Landesmuseum Joanneum (Graz), VIII. Országos Kisplasztikai Biennálé (Pécs), Tíz pécsi képzőművész – Miskolci Galéria (Miskolc)

## Művek közgyűjteményekben
- Janus Pannonius Múzeum (Pécs)
- Miskolci Galéria (Miskolc)
- Magyar Nemzeti Galéria (Budapest)

## Köztéri művei
- Madár (siklósi sárga márvány, 1970, Villány, Szobrász Alkotótelep és Szimpozion)
- Születés (1971, Pécs, Családi Intézet)
- Gömb és hasáb (zuhányai zöldmárvány, 1971-1972, Villány, Szobrász Alkotótelep és Szimpozion)
- Harmadik (beremendi szürke mészkő, 1973-1974, Villány, Szobrász Alkotótelep és Szimpozion)
- Balett (hegesztett alumínium, 1978, Pécs, Sétatér)
- Betonszalag/Kempeli (beton, 1978, Pécs, Rókus utca)
- Három forma (rozsdamentes acél, 1979, Zánka, Úttörőváros)
- Együtt (1981, Pécs, Családi Intézet)
- Kételemes krómacél plasztika (1984, Százhalombatta, Dunai Kőolajipari Vállalat)

## Kigyós Sándor-díj
Halála után a róla elnevezett díjat 1988-ban alapították meg szobrász, zenész és népművelő barátai.